# اچ‌ام‌ای‌اس گرس اسنیک
اچ‌ام‌ای‌اس گرس اسنیک (به انگلیسی: HMAS Grass Snake) یک کشتی بود که طول آن ۶۶ فوت (۲۰ متر) بود. این کشتی  در سال ۱۹۴۵ ساخته شد.